# فيلي جيبسون
فيلي جيبسون (بالإنجليزية: Willie Gibson) (6 أغسطس 1984 في المملكة المتحدة - ) هو لاعب كرة قدم إسكتلندي في مركز الوسط. لعب مع دونفرملين أثلتيك وسانت جونستون وكوين أوف ساوث ونادي فالكيرك ونادي كرولي تاون ونادي كيلمارنوك ونادي دمبرتون ونادي سترنرير ‏ ونادي سلتيك نايشون ونادي ووركينغتون.

## وصلات خارجية
- فيلي جيبسون على موقع قاعدة بيانات كرة القدم.إي يو (الإنجليزية)
- فيلي جيبسون على موقع Soccerbase.com (لاعب) (الإنجليزية)
- فيلي جيبسون على موقع عالم كرة القدم.نت (الإنجليزية)